# Illinois-Territorium

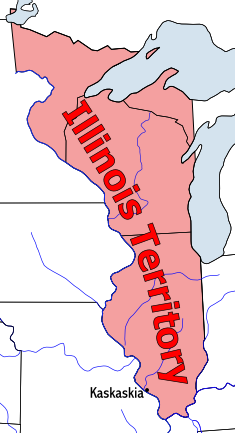
Karte des Illinois-Territoriums (1809–1818)

Das Illinois-Territorium war ein historisches Hoheitsgebiet der Vereinigten Staaten, das vom 1. März 1809 bis zum 3. Dezember 1818 bestand. Zu dieser Zeit wurde ein Teil dieses Territoriums abgetrennt und als 21. Bundesstaat in die Union aufgenommen. Der Name dieses neuen Staates war Illinois. Die territoriale Hauptstadt war Kaskaskia.

## Geschichte
Das Gebiet, das später als Illinois-Territorium bekannt wurde, war früher das Illinois Country und stand unter französischer Kontrolle, zuerst als Teil von Französisch-Kanada und später als Teil von Louisiana. Mit dem Pariser Vertrag von 1763 erlangten die Briten die Kontrolle über die Region und setzten somit dem Franzosen- und Indianerkrieg ein Ende. Während des späteren Amerikanischen Unabhängigkeitskriegs (1775–1783) nahm General (später Colonel) George Rogers Clark im Namen Virginias Besitz von ganz Illinois Country, was den „County of Illinois“ entstehen ließ. Es war ein Versuch, so wenigstens symbolisch Regierungsgewalt über das Gebiet wahrzunehmen. Jedoch trat Virginia beinahe alle seine Gebietsansprüche nördlich des Ohio River ab, um die Einwände der umgebenden Staaten abzugelten.
Das entstehende Illinois-Territorium war einst ein Teil des großen Nordwestterritoriums, das vom 13. Juli 1787 bis zum 4. Juli 1800 bestand, als das Indiana-Territorium infolge der Gründung des Staates Ohio geschaffen wurde. Am 3. Februar 1809 verabschiedete der 10. Kongress der Vereinigten Staaten Gesetze zur Schaffung des Illinois-Territoriums. Es war die Folge einer Vielzahl von Petitionen der Ansässigen der westlichsten Gebiete an den Kongress, die sich über ihre Schwierigkeiten in territorialen Angelegenheiten beschwerten.
Das Illinois-Territorium schloss ursprünglich die Gebiete der heutigen Staaten Illinois, Wisconsin, den östlichen Teil von Minnesota und den westlichen Teil der Oberen Halbinsel von Michigan mit ein. Nach der Gründung des Staates Illinois wurde das restliche Gebiet des Territoriums dem Michigan-Territorium beigefügt; somit hörte das Illinois-Territorium auf zu existieren.
Die ursprünglichen Grenzen des Territoriums waren wie folgt definiert:
“…all that part of the Indiana Territory which lies west of the Wabash river, and a direct line drawn from the said Wabash river and Post Vincennes, due north to the territorial line between the United States and Canada …”
“… der gesamte Teil des Indiana-Territoriums, welcher westlich des Wabash River und einer direkten Linie des besagten Wabash River und Post Vincennes nach Norden bis zur Territorialgrenze zwischen den Vereinigten Staaten und Kanada liegt …”